# Dominik Landertinger
Dominik Landertinger (Braunau am Inn, 13 de março de 1988) é um biatleta austríaco, medalhista olímpico. 

## Carreira
Landertinger representou seu país nos Jogos Olímpicos de 2010, 2014 e 2018, na qual conquistou a medalha de prata, na velocidade 20 km e prata e bronze no revezamento 4x7,5 km, em 2010 e 2014 respectivamente. Em 2018 conquistou mais um bronze no individual.